# Podniestrzany
Podniestrzany (ukr. Піддністрян, Piddnistriany) – wieś na Ukrainie, w rejonie żydaczowskim, obwód lwowski.
Wieś położona jest na prawym brzegu Dniestru, 24 km na południowy zachód od Bóbrki i 9 km na północny zachód od Chodorowa, w którym znajdowała się stacja kolejowa oraz 7 km na południowy wschód od m. Brzozdowce, w której znajdował się urząd pocztowy i parafia rzymskokatolicka.
10 lipca 1867 w Podniestrzanach urodził się gen. dyw. Stefan Majewski.
W 1880 wieś zamieszkiwało 622 mieszkańców, w tym 58 Polaków, 541 Rusinów i 23 Niemców. Pod względem wyznania było wówczas 69 katolików, 530 grekokatolików i 23 izraelitów. We wsi znajdowała się cerkiew Świętych Konstantyna i Heleny, gorzelnia oraz szkoła etatowa jednoklasowa.
Do 1918 wieś znajdowała się w granicach Królestwa Galicji i Lodomerii (C. i K. Starostwo w Bóbrce).
W dwudziestoleciu międzywojennym Podniestrzany były gminą wiejską w powiecie bóbreckim, województwo lwowskie.
30 września 1921 gminę wiejską, bez obszarów dworskich, zamieszkiwało 706 mieszkańców, w tym 360 kobiet i 346 mężczyzn. Spośród mieszkańców wsi było 20 katolików i 686 grekokatolików. Tylko piętnastu mieszkańców deklarowało wówczas narodowość polską, a pozostali rusińską.
Z dniem 1 sierpnia 1934 weszła w skład gminy Brzozdowce (pow. bóbrecki). 17 września 1939, po agresji ZSRR na Polskę Podniestrzany znalazły się na terytorium Ukraińskiej Socjalistycznej Republiki Radzieckiej.
Pod okupacją istniała gmina Podniestrzany.
Od 16 grudnia 1991 leżą na terytorium Ukrainy.